# Degrassi Junior High
Degrassi Junior High é uma série de televisão canadense, a segunda da franquia Degrassi. O programa foi ao ar na CBC Television de 1987 a 1989. A série é protagonizada por Cathy Keenan, Dayo Ade, Amanda Stepto, Nicole Stoffman, Pat Mastroianni, Stacie Mistysyn, Stefan Brogen, Siluck Saysanasy e Duncan Waugh.
Nos Estados Unidos, o Public Broadcasting Service (PBS) começou a transmitir a série em setembro de 1987. No Reino Unido, a BBC exibiu apenas a primeira temporada do programa, e apenas nove dos treze episódios foram exibidos durante o CBBC. O programa foi transmitido na Austrália pela TV ABC. O programa foi transmitido na França sob o título Les années collège.